# Błękitny ekspres
Błękitny ekspres (ros. Голубой экспресс, Gołuboj ekspriess) – radziecki film niemy z 1929 roku w reżyserii Ilji Trauberga. Rewolucyjny dramat ujęty w formę sensacyjnego filmu akcji. Akcja filmu rozgrywa się podczas pędzącego pociągu w czasach rewolucji w Chinach.
Film pokazuje walkę ludu chińskiego z klasą bogaczy i zagranicznych biznesmenów.
W filmie tym Ilja Trauburg – brat Leonida Trauberga podjął trudny temat międzynarodowej solidarności robotników.

## Obsada
- Janina Żejmo – chińska dziewczyna
- Czang Kai – strażak
- Chu Chai Wan – wieśniak
- Igor Chernyak  – sekretarz Browera
- Siergiej Minin – Brower
- San Bo Yan – dziewczyna